# 珠池湖
珠池湖是一个位于中国江西省波阳县的湖泊，面积约为1.4平方千米。